# Léon Halévy

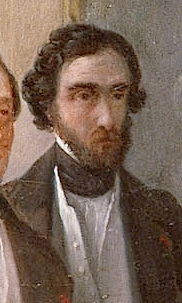
Léon Halévy (1847)

Léon Halévy (* 14. Januar 1802 in Paris; † 3. September 1883 in Saint-Germain-en-Laye) war ein französischer Schriftsteller.

## Leben
Léon Halévy, Bruder des Komponisten Fromental Halévy, studierte Rechtswissenschaft, trat dann in Beziehungen zu Henri de Saint-Simon, zu dessen Werk Opinions littéraires, philosophiques et industrielles (1825) er die Einleitung schrieb. 1831–34 war er Professor an der Polytechnischen Schule, bekleidete 1837–53 eine Stelle im Ministerium des Unterrichts und widmete sich dann ausschließlich der Schriftstellerei.
Halévy hat sich auf verschiedenen Gebieten schriftstellerisch betätigt. Von seinen Schriften geschichtlichen und literargeschichtlichen Inhalts erwähnen wir:
- Résumé de l'histoire des juifs, (1827–28, 2 Bde.) und
- Histoire résumée de la littérature française, (1838, 2 Bde.).

Außerdem hat er Gedichte (La Peste de Barcelone, 1822;  Les Cyprès, 1825 u. a.), Fabeln (zwei Sammlungen, 1843 u. 1853, preisgekrönt), Novellen und dramatische Dichtungen (Le Czar Demetrius, 1829) verfasst.
Er hat auch Lustspiele und Vaudevilles hinterlassen und sich besonders durch Übertragungen (Poésies européennes, 1837; La Grèce tragique, 1845–61, 3 Bde., preisgekrönt) und Bühnenbearbeitungen moderner Dramen des Auslandes (z. B. von Zacharias Werner Luther, Shakespeares Macbeth , Goethes  Clavigo  u. a.) verdient gemacht. Endlich gab er auch eine Biographie seines Bruders Fromental Halévy heraus.
Sein Sohn Ludovic Halévy war ebenfalls Bühnendichter.